# 留岡彬
留岡 彬（とめおか あきら、旧姓・池畑、1908年-2002年）は、日本の洋画家。光風会会員。戦後光風会展や日展で活動し、京都画壇で活躍。重厚で色彩豊かな風景作品を発表した。
鹿児島県日置郡伊集院町（現日置市）生まれ。大牟礼南島が指導する鹿児島県立第二鹿児島中学校 (旧制)を経て、1928年に東京美術学校 (旧制)西洋画科へ進学し藤島武二に師事。1933年に同校を卒業。教員となり滋賀県立大津高等女学校に赴任。1941年京都市へ移る。京都市立美術工芸学校の後身京都市立日吉ヶ丘高等学校西洋画科（後の京都市立銅駝美術工芸高等学校）で教諭を務める。
1954年第40回光風会展でＫ氏賞を受賞。光風会会員となる。1956年第42回光風会展で光風特賞を受賞。日展にも出品し8回入選。京都市からヨーロッパへ美術研修派遣。京都画壇で活躍したほか、鹿児島市にもしばしば帰省し桜島をよく描いた。温厚かつ誠実な人柄で、作品にも反映されていた。妻は鹿児島県曽於地方出身の日本画家。